# Mato Topalović
Mato Topalović, pseudonimi: Rodoljub Zdenčanin, Zdenčanin, R. Z. Slavonac, M. T. (Zdenci kod Slavonskog Broda, 9. septembar 1812 — Gradište, 26. april 1862) bio je srpski slavonski sveštenik, profesor, pisac i član ilirskog pokreta.

## Biografija
Jedan od prvih Slavonaca koji su prihvatili ideje ilirskog pokreta. Pučku školu pohađa u Brodu na Savi, a gimnaziju u Vinkovcima. U bogosloviji đakovačke biskupije upoznaje Štrosmajera i Jurja Tordinca. Nakon završenog dvogodišnjeg tečaja iz filozofije u Đakovu započinje studiranje u Pešti gdje upoznaje Frana Kurelca, Stjepana Ilijaševića i Miroslava Dražića. Doktorira filozofiju zajedno sa Štrosmajerom 1833. godine, doktorat iz bogoslovlja postiže 1837. godine u Beču kao kandidat kolegija Pazmaneum. Za vrijeme bečkog studija 1834. godine upoznaje Ljudevita Gaja s kojim se poslije dopisuje. Za sveštenika je postavljen 17. jula 1837. godine. Prvu misu je služio u Kaniži
Svešteničku službu obavljao je kao vojni kapelan u Veroni, zatim kao vikar u Trnavi, i Vinkovcima. 1844. godine dolazi u Đakovo na poziv biskupa Josipa Kukovića za profesora filozofije. 1848. godine odlazi sa Stankom Vrazom. u Prag na Sveslavenski kongres. 1. novembra 1855. godine postaje župnikom u Gradištu. Razboljevši se od tuberkuloze umire 26. aprila 1862. godine u pedesetoj godini života. Nadgrobni spomenik mu podiže dugogodišnji prijatelj Josip Juraj Štrosmajer u znak «bratimskog svećenstva i prijateljske ljubavi». Perom ga je ovjekovječio i Petar Preradović u svojim sonetima.

## Književno stvaralaštvo
Prvi puta se pojavljuje svojim proznim člankom «Lizt iz Becha», u Danici 1835. godine Gajeva Danica donosi njegove pjesme u brojevima (12., 14., 25., 44., 49.). Topalović preporučuje popravak pravopisa kao temelj za jedinstvenu ilirsku književnost. U njegovom radu više se osjeća rodoljubivi duh nego pjesništvo. Pored Danice, sarađivao je sa Letopisom Matice srpske, Serbskim narodnim listom...

## Protivnik hrvatizacije Slavonije i posthumna hrvatizacija
Zajedno sa Andrijom Torkvatom Brlićem je protestvovao protiv pokušaja hrvatizacije Slavonaca. U djelu "Odziv rodoljubnog serca" je zapisao: Hej! vi visokomudri Horvati, koji nećete ništa da čujete o imenu ilirskom! Kojim pravom možete vi i pomisliti samo, da se naš narod južni, naš jezik, naša literatura imenom horvatskim ovjenča? Kažite mi molim vas, odkad vam se računa glavni vaš grad ZAGREB da spada na Hovatsku? Ja u starini samo slavonsko ime tamo nalazim. "Bani totius Slavoniae," imadiahu oblast od mora jadranskoga tia do Dunava. Gdi je tad Horvatska bila? ...A de pokažite vi monetu, ili novac kraljevstva Horvatskog! Vidite ako ćete na to, imamo i mi dokazah za naše ime, i čim nekoji naši nesudjeni rodjaci i krasni prijetelji nastoje toga nas imena lišiti, tim nam to ime naše dražje i milije postaje... Iako je imao takve stavove, u današnjoj Hrvatskoj se on prikazuje kao Hrvat, a i na grobu u Gradištu mu je iza starog spomenika, postavljen novi na kojem je grb Hrvatske. Krešimir Pavić Matu Topalovića naziva hrvatskim književnikom koji je prvi u Slavoniji predavao na hrvatskom jeziku. Ana Marija Hećimović u knjizi Djela slavonskih spisatelja 19. stoljeća, Topalovića naziva hrvatskum pučkim pjesnikom. Internet izdanje hrvatske enciklopedije ga prikazuje kao hrvatskog pučkog (narodnog) pjesnika. Srpski istoričar Nikola Žutić je 2021. objavio knjigu Mato Topalović, slavonski Ilir.

## Lični život
Ignjat Alojzije Brlić u pismu sinu Andriji od 7. decembra 1846. između ostaloga piše: "Mato Topal, desivši se kod mene baš kad sam tvoj list primio, proštijem njemu i baš pred Parokom Valentom što pišeš, a to je ovo:"M. T. dolazi u Tulčan na granicama Vlaške i Moldavije za Misionara. Magarac! nikom ni ništ kazao, neg mene poslao k carevom paroku..."
Topalović je s Andrijom Torkvatom Brlićem, Jurjem Tordincem i drugima nastojao 1851. pokrenuti kulturno-politički časopis „Zviezda slavonska“.

## Odabrana djela
- «Oda...quam Domino Stephano Stratimirovics de Kulpin Orient...» (posvećeno mitropolitu Stefanu Stratimiroviću), Neoplantae, 1831. godine
- «Rastanak čobanke od stada» u Serbskom narodnom listu, 1835. godine
- «Tužna Ilirija» u Serbskom narodnom listu, 1835. godine
- «Elegija» u Serbskom narodnom listu, 1835. godine
- «Bog i molitva domorodca ilirskog» iz 1836. godine u kojem su spojeni njegovi religiozni i patriotski osjećaji
- «Razgovor pjesnika i vile Slavonkinje» , * «Danica» 1836. Godine
- «Pozdrav knezu Janku Draškoviću» u Serbskom narodnom listu, 1837. godine
- «Gospodinu Simeonu Klariću»  soneti u Novom serbskom letopisu, 1837. godine
- «Oda prijatelju koji na list dugo ne odgovara» u Novom serbskom letopisu, 1837. godine
- «Rastanak s prijateljom» u Novom serbskom letopisu, 1837. godine
- «Tamburaši Ilirski» Zbirka pjesama, Osijek, 1842. godine
- «Odziv rodoljubnog srca», Zbirka pjesama, Osijek, 1842. godine
- «Pozdrav Njegovoj Kraljevskoj visosti nadvojvodi Stjepanu» 1847. godine
- «Misli rodoljubne o cesarsko-kraljevskoj vojsci» 1847. godine
- «Ćuti piesnikove pri obnovi starodavnog ustavnog života» Osijek, 1861. godine

Zbirka narodnih pjesama «Tamburaši Ilirski» neobično oštro je kritikovana iako dobronamjerna, zbog stila pisanja od Stanka Vraza. Topalović je smatrao da je svaka knjiga u onim prilikama dobrodošla, a da kritika pa bila ona i dobronamjerna, šteti narodnom radu. On je u svojoj zbirci «Odziv rodoljubnog srca», u pogovoru odgovorio na Vrazovu kritiku. Topalovićev pokušaj da izda ilirski književni zbornik «Jeka od Osijeka» 1841. godine nije se ostvario zbog nedobivanja dozvole mađarskih vlasti.

## Galerija
- Grob Mate Topalovića na groblju u Gradištu kod Županje
- Topalovićeva knjiga Odziv rodoljubnog serca
- U toj knjizi se protivio hrvatizaciji Slavonije

## Literatura
- Željko Batarilović, Župa gradište, 2002.
- Matija Pavić, Biskupijsko sjemenište i Djakovu 1806-1906, 1911.